# Aeroportul Poitiers – Biard
Aeroportul Poitiers – Biard (IATA: PIS, ICAO: LFBI) este un aeroport din Biard, Cantonul Poitiers-6, Arondismentul Poitiers, Vienne, Nouvelle-Aquitaine, Franța metropolitană, Franța ce deservește zona Poitiers. Aeroportul a fost tranzitat în 2022 de 89.058 de pasageri. A fost numit după zona deservită.
Situat la o altitudine de 129 m, aeroportul dispune de 1 pistă. Este operat de Vinci Airports⁠(d).

## Infrastructură

### Piste
Aeroportul dispune de o singură pistă. Pista are orientarea 03/21.